# Houstonia macvaughii
Houstonia macvaughii är en måreväxtart som först beskrevs av Edward Everett Terrell, och fick sitt nu gällande namn av Ined.. Houstonia macvaughii ingår i släktet Houstonia och familjen måreväxter. Inga underarter finns listade i Catalogue of Life.